# 288 TCN
288 TCN là một năm trong lịch La Mã.